# Handwerkskammer der Pfalz
Die Handwerkskammer der Pfalz mit Sitz in Kaiserslautern ist eine von 53 Handwerkskammern in Deutschland.
Sie wurde am 7. Mai 1900 im Stadthaus von Kaiserslautern mit der konstituierenden Sitzung der Mitgliederversammlung gegründet.
Im Bezirk der Handwerkskammer der Pfalz erwirtschaften rund 18.000 Betriebe einen Umsatz von ca. 9 Milliarden Euro und beschäftigen rund 86.000 Mitarbeiter, davon 6.000 Auszubildende.

## Aufgaben
Als Selbstverwaltungseinrichtung der Wirtschaft vertritt die Handwerkskammer der Pfalz die Interessen des Handwerks gegenüber Politik, Wirtschaft und Verwaltung. Sie ist die gesetzliche Vertretung aller Handwerker im Bezirk der Pfalz. Jeder Handwerksbetrieb in diesem Bezirk ist Mitglied der Handwerkskammer der Pfalz. Aufgrund dieser Pflichtmitgliedschaft ist es der Handwerkskammer möglich, ihre Funktion als Sprecher des gesamten Handwerks in der Region wahrzunehmen.
Als Körperschaft des öffentlichen Rechts erfüllt die Handwerkskammer der Pfalz hoheitliche Aufgaben, beispielsweise die Führung der Handwerksrolle, in der sämtliche Mitgliedsbetriebe erfasst werden, die Regelung der Berufsausbildung und die Verantwortung für das fachliche Prüfungswesen.
In den Berufsbildungs- und Technologiezentren der Handwerkskammer der Pfalz an den Standorten Kaiserslautern, Ludwigshafen und Landau finden Fachkurse der Überbetrieblichen Lehrlingsunterweisung sowie Fort- und Weiterbildungsveranstaltungen für verschiedene Gewerke statt.
Weitere Schwerpunkte neben der Aus- und Weiterbildung im Handwerk bilden die Bereiche Berufsorientierung, Ausbildungsplatzvermittlung, Rechtsberatung, Betriebsberatung und Existenzgründungsberatung.

## Organe und Ehrenamt
Wichtigstes Organ der Kammer ist die Vollversammlung, die sich zu einem Drittel aus Arbeitnehmern zusammensetzt (Drittelbeteiligung).
Die aktuelle Vollversammlung ist im Jahr 2019 gewählt worden. Die konstituierende Sitzung der Vollversammlung fand am 20. November 2019 in Kaiserslautern statt. In dieser Sitzung wurden unter anderem das Präsidium, der Kammervorstand sowie verschiedene Ausschüsse neu gewählt. Dirk Fischer wurde zum Präsidenten der Handwerkskammer der Pfalz gewählt.
Der Kammervorstand setzt sich aus dem Präsidenten, zwei Stellvertretern – von denen einer Arbeitnehmervertreter sein muss – und 9 weiteren Mitgliedern zusammen. Ein Drittel muss aus Arbeitnehmern bestehen. Dem Vorstand obliegt die Verwaltung der Handwerkskammer. Präsident und Hauptgeschäftsführer vertreten die Handwerkskammer gerichtlich und außergerichtlich.

## Übersicht der Präsidenten
- 1999–2009 Walter Dech[2]
- 2009–2019 Brigitte Mannert[3]
- seit 2019 Dirk Fischer[4]

## Geschäftsführung
Die Erledigung der Geschäfte der laufenden Verwaltung obliegt dem Hauptgeschäftsführer, der gemäß § 106 Abs. 1 Nr. 3 der Handwerksordnung von der Vollversammlung gewählt wird. Er ist Dienstvorgesetzter aller Mitarbeiter. Die Geschäftsführung der Kammer ist für eine ordentliche und sachgemäße Umsetzung der Geschäfte in den Bereichen der Interessenvertretung, der Handwerksförderung und der Selbstverwaltung verantwortlich und gewährleistet eine ordnungs- und sachgemäße Verwaltung der Kammer. Seit dem 1. Oktober 2018 ist Till Mischler Hauptgeschäftsführer der Handwerkskammer der Pfalz.

## Vollversammlung
Die Vollversammlung ist das Parlament des pfälzischen Handwerks. Sie besteht aus 28 Selbstständigen- und 14 Arbeitnehmervertretern. Die Vollversammlung trifft Entscheidungen über den Wirtschaftsplan, die Beiträge und Gebühren, den Jahresabschluss und berät über grundsätzliche Fragen der Kammerpolitik sowie der der Berufsbildung und erlässt im Rahmen ihrer Zuständigkeit Prüfungsordnungen.